# Boissède
 Boissède  là một xã thuộc tỉnh Haute-Garonne trong vùng Occitanie ở tây nam nước Pháp. Xã nằm ở khu vực có độ cao trung bình 230 mét trên mực nước biển.
Sông Gesse tạo thành toàn bộ ranh giới phía tây thị trấn.